# Geča
Geča é um município da Eslováquia, situado no distrito de Košice-okolie, na região de Košice. Tem 5,48 km² de área e sua população em 2018 foi estimada em 1800 habitantes.

## Demografia
| Ano:        | 1994 | 2004    | 2014    | 2024    |
| ----------- | ---- | ------- | ------- | ------- |
| Broj ljudi: | 1295 | 1496    | 1660    | 1898    |
| Razlika:    |      | +15,52% | +10,96% | +14,33% |

| Ano:               | 2023 | 2024   |
| ------------------ | ---- | ------ |
| Número de pessoas: | 1904 | 1898   |
| Diferença:         |      | -0,31% |